# The Best of Red Hot Chili Peppers
| Críticas profissionais | Críticas profissionais |
| Avaliações da crítica  | Avaliações da crítica  |
| Fonte                  | Avaliação              |
| ---------------------- | ---------------------- |
| Allmusic               | [ 1 ]                  |

The Best of Red Hot Chili Peppers é uma compilação da banda Red Hot Chili Peppers, lançada em 2000.

## Faixas
1. "Behind the Sun" – 4:40
2. "Johnny, Kick a Hole in the Sky" – 5:12
3. "Me and My Friends" – 3:09
4. "Fire" – 2:03
5. "True Men Don't Kill Coyotes" – 3:40
6. "Higher Ground" – 3:23
7. "Knock Me Down" – 3:45
8. "Fight Like a Brave" – 3:53
9. "Taste the Pain" – 4:32
10. "If You Want Me to Stay" – 4:07